# Valmont
Valmont er en amerikansk dramafilm fra 1989 instrueret og skrevet af Miloš Forman. Filmen blev nomineret til en Oscar for bedste kostumer.

## Medvirkende
- Colin Firth
- Annette Bening
- Meg Tilly
- Fairuza Balk
- Siân Phillips
- Jeffrey Jones
- Henry Thomas
- Vincent Schiavelli